# Юлдибаєво (Зіанчуринський район)
Юлдиба́єво (рос. Юлдыбаево, башк. Юлдыбай) — присілок у складі Зіанчуринського району Башкортостану, Росія. Входить до складу Абзановської сільської ради.
Населення — 137 осіб (2010; 182 в 2002).
Національний склад:
- башкири — 99%